# Posada de Llanera
Posada de Llanera ist der Hauptort der asturischen Gemeinde Llanera. Mit 3224 Einwohnern ist Posada die zweitgrößte Ortschaft der Gemeinde nach Lugo de Llanera (Stand 2011). Der Ort befindet sich zwischen Avilés, Gijón und Oviedo, den drei großen urbanen Zentren Asturiens. In dem Ort befinden sich das Rathaus der Gemeinde, eine Bücherei und ein „Telecentro“, ein öffentlich betriebenes Internetcafé mit kostenlosem Internetzugang.